# Матч за звание чемпиона мира по шахматам 2006
Матч за звание чемпиона мира по шахматам 2006 года между болгарином Веселином Топаловым и россиянином Владимиром Крамником проходил в Элисте с 23 сентября по 13 октября 2006 г. Он положил конец расколу шахматного мира, который произошёл в 1993 г., когда тогдашний чемпион Гарри Каспаров отказался играть под эгидой всемирной шахматной организации ФИДЕ и создал свою собственную организацию ПША. С тех пор и вплоть до этого матча у шахматного мира было два чемпиона. В этом матче Владимир Крамник — чемпион мира по версии ПША (или, как принято говорить, по «классическим шахматам», так как ПША уже давно прекратила своё существование) — играл с чемпионом мира по версии ФИДЕ Веселином Топаловым.
Матч сопровождался конфликтом, получившим в прессе название «туалетного скандала»: Крамник был обвинён командой Топалова в использовании электронных подсказок при посещении туалета. Из-за скандала завершение матча оказалось под угрозой, но конфликт был улажен.
Основная часть из 12 партий с классическим контролем времени закончилась вничью, победителя определяла серия партий с сокращённым контролем времени. В итоге с общим счётом 8½ : 7½ победил Владимир Крамник. По соглашению, победитель матча был признан абсолютным чемпионом мира, после чего монополия на проведение мирового первенства по шахматам вернулась к ФИДЕ.

## Регламент
Регламент предусматривал четыре последовательных серии партий. Каждая следующая серия должна была играться только в том случае, если все предыдущие закончились ничьей. Победа в очередной серии приносила победу в матче.
1. Основная серия — 12 партий с классическим контролем времени.
2. Тай-брейк — 4 партии в быстрые шахматы.
3. Две партии с контролем блиц.
4. Решающая партия на выбывание. Правила:
  - Проводится жеребьёвка. Игрок, выигравший жеребьёвку, получает право выбирать цвет.
  - Играется одна блиц-партия, в которой белые фигуры получают 6 минут, чёрные — 5 минут, без какого-либо добавочного времени.
  - В случае ничьей в партии игрок, игравший чёрными, провозглашается победителем.

## Ход матча

### Первые партии
Первую партию выиграл российский гроссмейстер Крамник. Получив в дебюте небольшое преимущество, Крамник потерял его в результате неудачного продолжения, однако Топалов, в попытке увеличить перевес и добиться победы, допустил фатальную ошибку и в результате проиграл.
Вторая партия, в итоге выигранная Крамником, преподнесла сюрприз: по ходу игры оба гроссмейстера просмотрели форсированный выигрыш за белых. Получив по дебюту лучшую позицию, Крамник серьёзно ошибся и попал под сильную атаку, которую ему удалось отбить. Затем в результате очередной ошибки Крамника возникла позиция, в которой Топалов мог одержать форсированную победу, но болгарин не заметил выигрышного варианта. Вместо этого он начал острую атаку, в свою очередь ошибся, после чего Крамник выиграл.
В третьей партии, по результатам позже проведённого компьютерного анализа, Крамник имел шанс на выигрыш, но предпочёл сделать более осторожный ход. В результате — ничья.
Четвёртая партия прошла в тяжёлой и, в принципе, равной борьбе, закономерно закончившейся ничьей.

### «Туалетный скандал»
Дальнейший ход матча был омрачён историей, тут же получившей в СМИ наименование «туалетный скандал»: команда Топалова обвинила Крамника в частых и длительных посещениях туалета — единственного места, не подлежащего видеонаблюдению, — и направила жалобу в Апелляционный комитет. Менеджер Топалова Данаилов высказал подозрения, что Крамник во время посещения туалета может получать подсказки от компьютера. Никакого фактического подтверждения своим домыслам команда Топалова не представила. Многие обратили внимание, что команда Топалова даже не привела конкретные ходы, по их мнению подсказанные Крамнику компьютером. Была проведена проверка комнат отдыха и туалетов игроков, не давшая никаких результатов.
Не говоря уже о самом факте публичного обсуждения достаточно деликатной темы (известно, что Крамник не вполне здоров, и это долгое время мешало ему выступать в турнирах), оказалось, что данные, на которых основана апелляция, были получены Данаиловым вопреки правилам — видеозапись из комнаты отдыха Крамника предоставили в частном порядке члены Апелляционного комитета, вице-президенты ФИДЕ Макропулос и Азмайпарашвили, при том, что по правилам она может быть доступна только главному судье. Тем не менее, апелляция была принята и рассмотрена. Апелляционный комитет заявил, что болгарская сторона завысила число посещений Крамником туалета, однако признал, что оно действительно необычно велико, и постановил закрыть личные туалеты участников, открыв один общий (причём это оказался женский туалет). Такое решение было сочтено Владимиром Крамником нарушающим контракт о матче и оскорбительным. В знак протеста Крамник не явился на пятую партию, за что ему было засчитано техническое поражение.
Крамник выразил недоверие Апелляционному комитету, потребовал сменить его членов, вновь открыть личные туалеты и вернуть ему техническое очко. Матч оказался под угрозой срыва. Президент ФИДЕ и по совместительству президент Калмыкии Кирсан Илюмжинов был вынужден покинуть заседание глав регионов Южного федерального округа РФ под председательством президента РФ и вылететь в Элисту. После упорных трёхсторонних переговоров болгарская сторона согласилась уступить двум первым требованиям Крамника, однако соглашение по третьему вопросу — с какого же счёта продолжать матч — так и не было достигнуто, даже несмотря на то, что Илюмжинов пообещал присудить уступившему звание героя Калмыкии. Решать пришлось самому Илюмжинову, и он принял решение в пользу Топалова. Главным аргументом было то, что команда Крамника не подала официальную апелляцию на результаты несостоявшейся пятой партии в течение двух часов после её (формального) завершения, следовательно, результат считается зафиксированным.
Новый состав Апелляционного комитета, заменённого по требованию Крамника, принял протест последнего по поводу присуждения Топалову очка за пятую партию и отказал в его удовлетворении, но решил не удерживать с Крамника залог. Таким образом, Апелляционный комитет фактически признал обоснованность протеста, но не мог отменить предыдущее решение, поскольку такая отмена противоречила бы регламенту матча.
Крамник согласился продолжать матч, однако дал понять, что в случае победы Топалова не признает болгарина чемпионом и даже подаст на ФИДЕ в суд. В поддержку Крамника высказались бывшие чемпионы мира Василий Смыслов и Анатолий Карпов, а также многие аналитики. Многие, в частности, заметили, что обвинять Крамника в использовании подсказок просто нелепо, ведь просмотренный им во второй партии мат в два хода практически любая шахматная программа найдёт мгновенно. Нельзя забывать и о том, что в Элисте были приняты специальные меры против возможного использования компьютерных подсказок. С другой стороны, Кирсан Илюмжинов тут же заметил, что предполагаемое судебное дело Крамника против ФИДЕ вряд ли имеет перспективы.
Матч возобновился, однако атмосфера на нём была уже совсем не дружеская. Топалов и Крамник стали проводить раздельные пресс-конференции, а Топалов даже заявил: «Почему мы должны притворяться, что мы с Крамником остаёмся друзьями?». Менеджер Топалова довёл до сведения журналистов подсчёты болгарской стороны о количестве ходов Крамника, совпадающих с первой линией популярной программы «Fritz 9». Любопытно, что самый высокий процент — 87 % совпадений — относился к той самой второй партии, где оба игрока просмотрели мат и допустили по несколько ошибок. В ответ Карстен Хензель, менеджер Крамника, заявил, что команда Топалова, по его сведениям, может попытаться сфабриковать доказательство жульничества Крамника, подбросив в его комнату отдыха или туалет электронное устройство. Хензель потребовал досмотра всех членов команды Топалова, имеющих доступ в комнату отдыха Крамника, перед входом туда и изъятия любых подозрительных предметов. Правда, сам болгарин признал, что погорячился, и заявил, что больше не подозревает соперника в нечестной игре. Так или иначе, с этого момента для каждого из соперников победа в этом матче стала делом чести.

### Продолжение матча
В шестой партии Крамник, играя чёрными, на восьмом ходу выбрал малоисследованный вариант славянской защиты. Топалов обдумывал ответ достаточно долго, выбранное продолжение уже к 18-му ходу привело к практически равной позиции, в которой, при правильной игре обоих соперников, ничья была наиболее вероятным исходом. Так и случилось.
Седьмая партия также оказалась ничейной — получив умеренно перспективную позицию, Топалов не пошёл на обострение, а переиграть Крамника в относительно спокойной борьбе ему не удалось.
В восьмой партии Крамник проиграл — на 37-м ходе во вполне защитимой позиции он совершил ошибку, попал под атаку Топалова и не сумел отбить её. После этой партии счёт сравнялся — по две официальные победы у каждого (у Топалова — одна техническая).
Девятую партию Топалов выиграл, применив принципиально новый план игры в славянской защите. Крамник не смог найти оптимального пути противодействия, сделал несколько ошибок, в результате уже после 18-го хода партия им была фактически проиграна, хотя продолжалась она до 39-го хода. После поражения в девятой партии Крамник, впервые с начала матча, оказался в проигрыше. Комментаторы заговорили об усталости россиянина, о том, что он выбит из колеи скандалом и начинает сдавать.
Однако в десятой партии российский гроссмейстер сравнял счёт: на 24-м ходу, в несколько худшей, но ещё не проигранной позиции Топалов допустил грубый «зевок», после которого никаких шансов, учитывая класс противника, у него не осталось. Возможно, рассчитывая всё-таки отыграться, либо надеясь на то, что Крамник, израсходовавший больше времени, попадёт в цейтнот и ошибётся, Топалов продолжил игру и сдался только на 43-м ходу.
В 11-й партии Топалов, играя белыми, вновь применил дебютную новинку в славянской защите, но на этот раз Крамник, точно защищаясь, к 30-ти ходам ликвидировал небольшое преимущество белых. Закономерным результатом партии стала ничья. По словам Крамника, «позиция ни в один момент не вышла за рамки чёткой ничьей».
12-я партия закончилась ничьей на 47-м ходу. Она прошла в равной борьбе, ни один из игроков не допустил существенных ошибок. Таким образом, основная часть матча не выявила победителя: 3 победы у Крамника, 3 у Топалова (из них одна техническая) и 6 ничьих. Согласно регламенту прошёл тай-брейк, который принёс победу Крамнику. Российский гроссмейстер выиграл две партии, Топалов — одну, ещё одна закончилась вничью.

## Результаты

### Основной цикл
| №  | Дата  | Крамник | Топалов | Счёт  |
| -- | ----- | ------- | ------- | ----- |
| 1  | 23.09 | 1       | 0       | 1:0   |
| 2  | 24.09 | 1       | 0       | 2:0   |
| 3  | 26.09 | ½       | ½       | 2½:½  |
| 4  | 27.09 | ½       | ½       | 3:1   |
| 5  | 29.09 | 0       | 1       | 3:2   |
| 6  | 2.10  | ½       | ½       | 3½:2½ |
| 7  | 4.10  | ½       | ½       | 4:3   |
| 8  | 5.10  | 0       | 1       | 4:4   |
| 9  | 7.10  | 0       | 1       | 4:5   |
| 10 | 8.10  | 1       | 0       | 5:5   |
| 11 | 10.10 | ½       | ½       | 5½:5½ |
| 12 | 12.10 | ½       | ½       | 6:6   |

### Тай-брейк
| №  | Крамник | Топалов | Счёт  |
| -- | ------- | ------- | ----- |
| 13 | ½       | ½       | ½:½   |
| 14 | 1       | 0       | 1½:½  |
| 15 | 0       | 1       | 1½:1½ |
| 16 | 1       | 0       | 2½:1½ |

## Итог
Безусловно, самым важным итогом матча стал тот факт, что он положил конец 13-летнему «двоевластию» в мировых шахматах, определив, наконец, абсолютного чемпиона мира. Комментаторы отмечали, что после всех околошахматных событий матча «мирного» объединения шахматной короны можно было ожидать только в случае победы Крамника — победа Топалова после скандала и получения технического выигрыша в несостоявшейся пятой партии неизбежно была бы поставлена под сомнение.
О содержательной стороне матча высказывались по-разному. Некоторые комментаторы отмечали необычно большое количество ошибок, в том числе грубых, допущенных игроками в этом матче. Возможно, здесь сказалось нервное напряжение игроков, участвующих в столь значительном соревновании. Также возможность компьютерного анализа партий приводит к выявлению ошибок, которые ранее, скорее всего, не были бы отмечены вовсе.
Владимир Крамник, комментируя результаты матча, сказал:

Очень рад, что корона осталась в России. Для меня лично это достижение сравнимо с победой над Каспаровым, поскольку за историю шахмат трёхкратными чемпионами мира становились немногие. Надеюсь, что на этом я не остановлюсь. А учитывая обстановку, царившую на матче, и поведение команды соперника, выиграть было весьма принципиально. … этот матч отличался огромным накалом борьбы. … ни в одной из 12 партий ни у одного соперника не было серьезного цейтнота. Это большой шаг вперед по сравнению с былыми временами. … Этот матч во многом обозначил тенденции развития современных шахмат… Думаю, любители шахмат в восторге!

Топалов на итоговой пресс-конференции сказал, что «Крамнику не стыдно проиграть», а также отметил, что, по его мнению, у Крамника не было блестящей стратегии, и уровень подготовки игроков одинаков, но Крамник «сумел реализовать больше шансов».
Кирсан Илюмжинов подвёл итоги матча так:

… по зрелищности, по накалу это самый острый, самый ожесточённый, самый насыщенный матч за звание чемпиона мира… По результативности я не припомню подобных матчей… Самое главное для меня, как президента ФИДЕ, для всего шахматного мира, для миллионов любителей шахмат, что наконец-то, после 13-летнего двоевластия, шахматный мир обрёл единого чемпиона. … Я рад, что эти два шахматиста сыграли, рад тому, что не было коротких ничьих. В каждой партии и Крамник, и Топалов бились до победы. … Короткие партии действительно доставили удовольствие многим миллионам любителей шахмат.

## Последующие события

### Несостоявшийся матч-реванш
Сразу же после окончания объединительного матча Топалов заговорил о матче-реванше. По его словам, матч этот должен был пройти весной 2007 года в Софии. По текущим правилам ФИДЕ, за 6 или более месяцев до чемпионата мира гроссмейстер с рейтингом выше 2700 вправе требовать матча с чемпионом мира, при условии обеспечения призового фонда плюс 20 % в казну ФИДЕ. Чемпион мира не имеет права отказаться от матча, в противном случае ФИДЕ может лишить его звания. 30 ноября Данаилов заявил, что заявка на проведение матча будет подана в течение 10 дней.
Владимир Крамник в интервью сказал, что скептически относится к перспективе матча-реванша, полагая разговоры о нём попыткой Топалова привлечь к себе внимание. На момент интервью, по словам Крамника, не было никаких официальных обращений от Топалова или его представителей с предложением о проведении такого матча. Несмотря на шахматные достоинства Топалова, Крамник не хотел бы снова играть с ним матч. Он сказал:

С удовольствием сыграл бы матч с любым по-настоящему достойным соперником. Это может быть и Ананд, и Леко. Кто угодно. Мне кажется, что надо какие-то чёткие правила «устаканить» в матче на первенство мира. По крайней мере, надолго. Что касается лично Топалова, то, как с шахматистом мне с ним интересно было бы сыграть матч. А как с человеком — мне с ним абсолютно неинтересно встречаться.
…
Топалов — блестящий шахматист и достойный соперник. По-человечески я отлично понимаю, что если такой матч снова случится, то провокаций будет ещё больше со стороны команды Топалова. Испытывать ещё раз то, что происходило в Элисте — хамство, которое шло от команды Топалова, у меня нет большого желания. Я — шахматист, люблю играть в шахматы, а не заниматься какими-то околошахматными грязными войнами. Поэтому в человеческом плане играть с Топаловым у меня желания нет.

Тем не менее, 14 декабря 2006 года в ФИДЕ была подана официальная заявка о проведении матча-реванша Крамник-Топалов.
Команда Топалова обязалась обеспечить призовой фонд в 1,8 миллиона долларов, а также нести организационные расходы и выплатить налоги. Предлагалось провести матч в Софии с 12 по 30 апреля 2007 года. Команда Топалова согласилась на то, чтобы матч проходил под патронажем Крамника. Распределение призового фонда: 1 миллион долларов победителю, 500 тысяч — побеждённому, 300 тысяч — в казну ФИДЕ.
ФИДЕ не приняла заявку команды Топалова, поскольку не признала представленных банковских гарантий — ФИДЕ ведёт дела только с четырьмя банками Болгарии, и только их гарантии могут быть признаны действительными. Оргкомитет матча в Софии начал переговоры с «подходящими» банками. Президент Болгарской федерации шахмат Стефан Сергиев заявил: «нет сомнений, что они [переговоры] в ближайшие дни увенчаются успехом», но вполне возможно, что организовать матч не удастся, поскольку «упущены все сроки».
Наконец, 26 января 2007 года президентский совет ФИДЕ заявил об окончательном отказе в проведении матча-реванша, поскольку проведение такого матча противоречит правилам ФИДЕ, согласно которым матч должен закончиться не менее чем за 6 месяцев до следующего запланированного чемпионата мира. Чемпионат должен был начаться 12 сентября 2007 в Мексике, таким образом, крайний срок завершения матча, 23 февраля 2007 года, очевидно, упущен.

### Продолжение скандала
Скандал, начавшийся на матче, по его завершении продолжился. Уже 15 октября, по возвращении в Софию, Сильвио Данаилов сказал журналистам: «Мы были под большим давлением, хозяева сделали всё, чтобы выиграть титул. Ожидайте целую книгу о событиях в Элисте, где скандал с туалетом будет объяснён в деталях». А в декабре 2006 испанское издание «ABC» опубликовало интервью Веселина Топалова. Топалов снова заявил, что Крамник пользовался компьютерными подсказками, получение которых было якобы организовано спецслужбами, а также обвинил Кирсана Илюмжинова в том, что тот действовал «по заданию свыше» в интересах Крамника. По словам Топалова, при осмотре туалетной комнаты Крамника в потолке был обнаружен сетевой кабель, однако его команда не стала предавать гласности этот факт, чтобы не сорвать матч, поскольку в таком случае Топалов боялся не получить призовые деньги или даже не быть выпущенным из России. Топалов утверждал также, что получал анонимные угрозы..
Кирсан Илюмжинов назвал заявления Топалова «странными», заметив, что представители Топалова участвовали в осмотре комнаты отдыха Крамника и имели полную возможность обнародовать любые известные им факты; не получить денег Топалов не мог физически — деньги выплачиваются через банк в Швейцарии, и часть их была получена Топаловым ещё до начала матча. Кроме того, команда Топалова всё равно устроила скандал, который вполне мог привести к срыву матча; сделать это, и не использовать фактические доказательства, которые якобы у них были, по меньшей мере нелепо. Советник президента ФИДЕ Берик Балгабаев сказал, что сомневается в подлинности интервью: «Мне кажется, что либо он [Топалов] вообще не давал его, либо имеет место неточный перевод его слов».
Менеджер Крамника подал в комиссию по этике ФИДЕ жалобу на поведение Топалова, с требованием разобраться в ситуации, и в случае если окажется, что интервью подлинное, дисквалифицировать Топалова за неэтичное поведение. В ответ менеджер Топалова заявил, что команда Крамника пытается таким образом уклониться от матча-реванша, заявление на проведение которого уже подано в ФИДЕ.

## Примечательные партии
```
  Топалов — Крамник
```

|   | a | b | c | d | e | f | g | h |   |
| - | --- | --- | --- | --- | --- | --- | --- | --- | - |
| 8 | e8 чёрная ладья · f8 чёрный слон · g8 чёрный король · a7 чёрная пешка · b7 чёрная пешка · e6 чёрная пешка · b5 чёрный ферзь · d5 чёрная пешка · e5 белая пешка · d4 белая пешка · f4 белая пешка · g4 чёрная пешка · e3 белый слон · f3 белый конь · b2 чёрная ладья · c2 белый ферзь · g1 белая ладья · h1 белый король | e8 чёрная ладья · f8 чёрный слон · g8 чёрный король · a7 чёрная пешка · b7 чёрная пешка · e6 чёрная пешка · b5 чёрный ферзь · d5 чёрная пешка · e5 белая пешка · d4 белая пешка · f4 белая пешка · g4 чёрная пешка · e3 белый слон · f3 белый конь · b2 чёрная ладья · c2 белый ферзь · g1 белая ладья · h1 белый король | e8 чёрная ладья · f8 чёрный слон · g8 чёрный король · a7 чёрная пешка · b7 чёрная пешка · e6 чёрная пешка · b5 чёрный ферзь · d5 чёрная пешка · e5 белая пешка · d4 белая пешка · f4 белая пешка · g4 чёрная пешка · e3 белый слон · f3 белый конь · b2 чёрная ладья · c2 белый ферзь · g1 белая ладья · h1 белый король | e8 чёрная ладья · f8 чёрный слон · g8 чёрный король · a7 чёрная пешка · b7 чёрная пешка · e6 чёрная пешка · b5 чёрный ферзь · d5 чёрная пешка · e5 белая пешка · d4 белая пешка · f4 белая пешка · g4 чёрная пешка · e3 белый слон · f3 белый конь · b2 чёрная ладья · c2 белый ферзь · g1 белая ладья · h1 белый король | e8 чёрная ладья · f8 чёрный слон · g8 чёрный король · a7 чёрная пешка · b7 чёрная пешка · e6 чёрная пешка · b5 чёрный ферзь · d5 чёрная пешка · e5 белая пешка · d4 белая пешка · f4 белая пешка · g4 чёрная пешка · e3 белый слон · f3 белый конь · b2 чёрная ладья · c2 белый ферзь · g1 белая ладья · h1 белый король | e8 чёрная ладья · f8 чёрный слон · g8 чёрный король · a7 чёрная пешка · b7 чёрная пешка · e6 чёрная пешка · b5 чёрный ферзь · d5 чёрная пешка · e5 белая пешка · d4 белая пешка · f4 белая пешка · g4 чёрная пешка · e3 белый слон · f3 белый конь · b2 чёрная ладья · c2 белый ферзь · g1 белая ладья · h1 белый король | e8 чёрная ладья · f8 чёрный слон · g8 чёрный король · a7 чёрная пешка · b7 чёрная пешка · e6 чёрная пешка · b5 чёрный ферзь · d5 чёрная пешка · e5 белая пешка · d4 белая пешка · f4 белая пешка · g4 чёрная пешка · e3 белый слон · f3 белый конь · b2 чёрная ладья · c2 белый ферзь · g1 белая ладья · h1 белый король | e8 чёрная ладья · f8 чёрный слон · g8 чёрный король · a7 чёрная пешка · b7 чёрная пешка · e6 чёрная пешка · b5 чёрный ферзь · d5 чёрная пешка · e5 белая пешка · d4 белая пешка · f4 белая пешка · g4 чёрная пешка · e3 белый слон · f3 белый конь · b2 чёрная ладья · c2 белый ферзь · g1 белая ладья · h1 белый король | 8 |
| 7 | e8 чёрная ладья · f8 чёрный слон · g8 чёрный король · a7 чёрная пешка · b7 чёрная пешка · e6 чёрная пешка · b5 чёрный ферзь · d5 чёрная пешка · e5 белая пешка · d4 белая пешка · f4 белая пешка · g4 чёрная пешка · e3 белый слон · f3 белый конь · b2 чёрная ладья · c2 белый ферзь · g1 белая ладья · h1 белый король | e8 чёрная ладья · f8 чёрный слон · g8 чёрный король · a7 чёрная пешка · b7 чёрная пешка · e6 чёрная пешка · b5 чёрный ферзь · d5 чёрная пешка · e5 белая пешка · d4 белая пешка · f4 белая пешка · g4 чёрная пешка · e3 белый слон · f3 белый конь · b2 чёрная ладья · c2 белый ферзь · g1 белая ладья · h1 белый король | e8 чёрная ладья · f8 чёрный слон · g8 чёрный король · a7 чёрная пешка · b7 чёрная пешка · e6 чёрная пешка · b5 чёрный ферзь · d5 чёрная пешка · e5 белая пешка · d4 белая пешка · f4 белая пешка · g4 чёрная пешка · e3 белый слон · f3 белый конь · b2 чёрная ладья · c2 белый ферзь · g1 белая ладья · h1 белый король | e8 чёрная ладья · f8 чёрный слон · g8 чёрный король · a7 чёрная пешка · b7 чёрная пешка · e6 чёрная пешка · b5 чёрный ферзь · d5 чёрная пешка · e5 белая пешка · d4 белая пешка · f4 белая пешка · g4 чёрная пешка · e3 белый слон · f3 белый конь · b2 чёрная ладья · c2 белый ферзь · g1 белая ладья · h1 белый король | e8 чёрная ладья · f8 чёрный слон · g8 чёрный король · a7 чёрная пешка · b7 чёрная пешка · e6 чёрная пешка · b5 чёрный ферзь · d5 чёрная пешка · e5 белая пешка · d4 белая пешка · f4 белая пешка · g4 чёрная пешка · e3 белый слон · f3 белый конь · b2 чёрная ладья · c2 белый ферзь · g1 белая ладья · h1 белый король | e8 чёрная ладья · f8 чёрный слон · g8 чёрный король · a7 чёрная пешка · b7 чёрная пешка · e6 чёрная пешка · b5 чёрный ферзь · d5 чёрная пешка · e5 белая пешка · d4 белая пешка · f4 белая пешка · g4 чёрная пешка · e3 белый слон · f3 белый конь · b2 чёрная ладья · c2 белый ферзь · g1 белая ладья · h1 белый король | e8 чёрная ладья · f8 чёрный слон · g8 чёрный король · a7 чёрная пешка · b7 чёрная пешка · e6 чёрная пешка · b5 чёрный ферзь · d5 чёрная пешка · e5 белая пешка · d4 белая пешка · f4 белая пешка · g4 чёрная пешка · e3 белый слон · f3 белый конь · b2 чёрная ладья · c2 белый ферзь · g1 белая ладья · h1 белый король | e8 чёрная ладья · f8 чёрный слон · g8 чёрный король · a7 чёрная пешка · b7 чёрная пешка · e6 чёрная пешка · b5 чёрный ферзь · d5 чёрная пешка · e5 белая пешка · d4 белая пешка · f4 белая пешка · g4 чёрная пешка · e3 белый слон · f3 белый конь · b2 чёрная ладья · c2 белый ферзь · g1 белая ладья · h1 белый король | 7 |
| 6 | e8 чёрная ладья · f8 чёрный слон · g8 чёрный король · a7 чёрная пешка · b7 чёрная пешка · e6 чёрная пешка · b5 чёрный ферзь · d5 чёрная пешка · e5 белая пешка · d4 белая пешка · f4 белая пешка · g4 чёрная пешка · e3 белый слон · f3 белый конь · b2 чёрная ладья · c2 белый ферзь · g1 белая ладья · h1 белый король | e8 чёрная ладья · f8 чёрный слон · g8 чёрный король · a7 чёрная пешка · b7 чёрная пешка · e6 чёрная пешка · b5 чёрный ферзь · d5 чёрная пешка · e5 белая пешка · d4 белая пешка · f4 белая пешка · g4 чёрная пешка · e3 белый слон · f3 белый конь · b2 чёрная ладья · c2 белый ферзь · g1 белая ладья · h1 белый король | e8 чёрная ладья · f8 чёрный слон · g8 чёрный король · a7 чёрная пешка · b7 чёрная пешка · e6 чёрная пешка · b5 чёрный ферзь · d5 чёрная пешка · e5 белая пешка · d4 белая пешка · f4 белая пешка · g4 чёрная пешка · e3 белый слон · f3 белый конь · b2 чёрная ладья · c2 белый ферзь · g1 белая ладья · h1 белый король | e8 чёрная ладья · f8 чёрный слон · g8 чёрный король · a7 чёрная пешка · b7 чёрная пешка · e6 чёрная пешка · b5 чёрный ферзь · d5 чёрная пешка · e5 белая пешка · d4 белая пешка · f4 белая пешка · g4 чёрная пешка · e3 белый слон · f3 белый конь · b2 чёрная ладья · c2 белый ферзь · g1 белая ладья · h1 белый король | e8 чёрная ладья · f8 чёрный слон · g8 чёрный король · a7 чёрная пешка · b7 чёрная пешка · e6 чёрная пешка · b5 чёрный ферзь · d5 чёрная пешка · e5 белая пешка · d4 белая пешка · f4 белая пешка · g4 чёрная пешка · e3 белый слон · f3 белый конь · b2 чёрная ладья · c2 белый ферзь · g1 белая ладья · h1 белый король | e8 чёрная ладья · f8 чёрный слон · g8 чёрный король · a7 чёрная пешка · b7 чёрная пешка · e6 чёрная пешка · b5 чёрный ферзь · d5 чёрная пешка · e5 белая пешка · d4 белая пешка · f4 белая пешка · g4 чёрная пешка · e3 белый слон · f3 белый конь · b2 чёрная ладья · c2 белый ферзь · g1 белая ладья · h1 белый король | e8 чёрная ладья · f8 чёрный слон · g8 чёрный король · a7 чёрная пешка · b7 чёрная пешка · e6 чёрная пешка · b5 чёрный ферзь · d5 чёрная пешка · e5 белая пешка · d4 белая пешка · f4 белая пешка · g4 чёрная пешка · e3 белый слон · f3 белый конь · b2 чёрная ладья · c2 белый ферзь · g1 белая ладья · h1 белый король | e8 чёрная ладья · f8 чёрный слон · g8 чёрный король · a7 чёрная пешка · b7 чёрная пешка · e6 чёрная пешка · b5 чёрный ферзь · d5 чёрная пешка · e5 белая пешка · d4 белая пешка · f4 белая пешка · g4 чёрная пешка · e3 белый слон · f3 белый конь · b2 чёрная ладья · c2 белый ферзь · g1 белая ладья · h1 белый король | 6 |
| 5 | e8 чёрная ладья · f8 чёрный слон · g8 чёрный король · a7 чёрная пешка · b7 чёрная пешка · e6 чёрная пешка · b5 чёрный ферзь · d5 чёрная пешка · e5 белая пешка · d4 белая пешка · f4 белая пешка · g4 чёрная пешка · e3 белый слон · f3 белый конь · b2 чёрная ладья · c2 белый ферзь · g1 белая ладья · h1 белый король | e8 чёрная ладья · f8 чёрный слон · g8 чёрный король · a7 чёрная пешка · b7 чёрная пешка · e6 чёрная пешка · b5 чёрный ферзь · d5 чёрная пешка · e5 белая пешка · d4 белая пешка · f4 белая пешка · g4 чёрная пешка · e3 белый слон · f3 белый конь · b2 чёрная ладья · c2 белый ферзь · g1 белая ладья · h1 белый король | e8 чёрная ладья · f8 чёрный слон · g8 чёрный король · a7 чёрная пешка · b7 чёрная пешка · e6 чёрная пешка · b5 чёрный ферзь · d5 чёрная пешка · e5 белая пешка · d4 белая пешка · f4 белая пешка · g4 чёрная пешка · e3 белый слон · f3 белый конь · b2 чёрная ладья · c2 белый ферзь · g1 белая ладья · h1 белый король | e8 чёрная ладья · f8 чёрный слон · g8 чёрный король · a7 чёрная пешка · b7 чёрная пешка · e6 чёрная пешка · b5 чёрный ферзь · d5 чёрная пешка · e5 белая пешка · d4 белая пешка · f4 белая пешка · g4 чёрная пешка · e3 белый слон · f3 белый конь · b2 чёрная ладья · c2 белый ферзь · g1 белая ладья · h1 белый король | e8 чёрная ладья · f8 чёрный слон · g8 чёрный король · a7 чёрная пешка · b7 чёрная пешка · e6 чёрная пешка · b5 чёрный ферзь · d5 чёрная пешка · e5 белая пешка · d4 белая пешка · f4 белая пешка · g4 чёрная пешка · e3 белый слон · f3 белый конь · b2 чёрная ладья · c2 белый ферзь · g1 белая ладья · h1 белый король | e8 чёрная ладья · f8 чёрный слон · g8 чёрный король · a7 чёрная пешка · b7 чёрная пешка · e6 чёрная пешка · b5 чёрный ферзь · d5 чёрная пешка · e5 белая пешка · d4 белая пешка · f4 белая пешка · g4 чёрная пешка · e3 белый слон · f3 белый конь · b2 чёрная ладья · c2 белый ферзь · g1 белая ладья · h1 белый король | e8 чёрная ладья · f8 чёрный слон · g8 чёрный король · a7 чёрная пешка · b7 чёрная пешка · e6 чёрная пешка · b5 чёрный ферзь · d5 чёрная пешка · e5 белая пешка · d4 белая пешка · f4 белая пешка · g4 чёрная пешка · e3 белый слон · f3 белый конь · b2 чёрная ладья · c2 белый ферзь · g1 белая ладья · h1 белый король | e8 чёрная ладья · f8 чёрный слон · g8 чёрный король · a7 чёрная пешка · b7 чёрная пешка · e6 чёрная пешка · b5 чёрный ферзь · d5 чёрная пешка · e5 белая пешка · d4 белая пешка · f4 белая пешка · g4 чёрная пешка · e3 белый слон · f3 белый конь · b2 чёрная ладья · c2 белый ферзь · g1 белая ладья · h1 белый король | 5 |
| 4 | e8 чёрная ладья · f8 чёрный слон · g8 чёрный король · a7 чёрная пешка · b7 чёрная пешка · e6 чёрная пешка · b5 чёрный ферзь · d5 чёрная пешка · e5 белая пешка · d4 белая пешка · f4 белая пешка · g4 чёрная пешка · e3 белый слон · f3 белый конь · b2 чёрная ладья · c2 белый ферзь · g1 белая ладья · h1 белый король | e8 чёрная ладья · f8 чёрный слон · g8 чёрный король · a7 чёрная пешка · b7 чёрная пешка · e6 чёрная пешка · b5 чёрный ферзь · d5 чёрная пешка · e5 белая пешка · d4 белая пешка · f4 белая пешка · g4 чёрная пешка · e3 белый слон · f3 белый конь · b2 чёрная ладья · c2 белый ферзь · g1 белая ладья · h1 белый король | e8 чёрная ладья · f8 чёрный слон · g8 чёрный король · a7 чёрная пешка · b7 чёрная пешка · e6 чёрная пешка · b5 чёрный ферзь · d5 чёрная пешка · e5 белая пешка · d4 белая пешка · f4 белая пешка · g4 чёрная пешка · e3 белый слон · f3 белый конь · b2 чёрная ладья · c2 белый ферзь · g1 белая ладья · h1 белый король | e8 чёрная ладья · f8 чёрный слон · g8 чёрный король · a7 чёрная пешка · b7 чёрная пешка · e6 чёрная пешка · b5 чёрный ферзь · d5 чёрная пешка · e5 белая пешка · d4 белая пешка · f4 белая пешка · g4 чёрная пешка · e3 белый слон · f3 белый конь · b2 чёрная ладья · c2 белый ферзь · g1 белая ладья · h1 белый король | e8 чёрная ладья · f8 чёрный слон · g8 чёрный король · a7 чёрная пешка · b7 чёрная пешка · e6 чёрная пешка · b5 чёрный ферзь · d5 чёрная пешка · e5 белая пешка · d4 белая пешка · f4 белая пешка · g4 чёрная пешка · e3 белый слон · f3 белый конь · b2 чёрная ладья · c2 белый ферзь · g1 белая ладья · h1 белый король | e8 чёрная ладья · f8 чёрный слон · g8 чёрный король · a7 чёрная пешка · b7 чёрная пешка · e6 чёрная пешка · b5 чёрный ферзь · d5 чёрная пешка · e5 белая пешка · d4 белая пешка · f4 белая пешка · g4 чёрная пешка · e3 белый слон · f3 белый конь · b2 чёрная ладья · c2 белый ферзь · g1 белая ладья · h1 белый король | e8 чёрная ладья · f8 чёрный слон · g8 чёрный король · a7 чёрная пешка · b7 чёрная пешка · e6 чёрная пешка · b5 чёрный ферзь · d5 чёрная пешка · e5 белая пешка · d4 белая пешка · f4 белая пешка · g4 чёрная пешка · e3 белый слон · f3 белый конь · b2 чёрная ладья · c2 белый ферзь · g1 белая ладья · h1 белый король | e8 чёрная ладья · f8 чёрный слон · g8 чёрный король · a7 чёрная пешка · b7 чёрная пешка · e6 чёрная пешка · b5 чёрный ферзь · d5 чёрная пешка · e5 белая пешка · d4 белая пешка · f4 белая пешка · g4 чёрная пешка · e3 белый слон · f3 белый конь · b2 чёрная ладья · c2 белый ферзь · g1 белая ладья · h1 белый король | 4 |
| 3 | e8 чёрная ладья · f8 чёрный слон · g8 чёрный король · a7 чёрная пешка · b7 чёрная пешка · e6 чёрная пешка · b5 чёрный ферзь · d5 чёрная пешка · e5 белая пешка · d4 белая пешка · f4 белая пешка · g4 чёрная пешка · e3 белый слон · f3 белый конь · b2 чёрная ладья · c2 белый ферзь · g1 белая ладья · h1 белый король | e8 чёрная ладья · f8 чёрный слон · g8 чёрный король · a7 чёрная пешка · b7 чёрная пешка · e6 чёрная пешка · b5 чёрный ферзь · d5 чёрная пешка · e5 белая пешка · d4 белая пешка · f4 белая пешка · g4 чёрная пешка · e3 белый слон · f3 белый конь · b2 чёрная ладья · c2 белый ферзь · g1 белая ладья · h1 белый король | e8 чёрная ладья · f8 чёрный слон · g8 чёрный король · a7 чёрная пешка · b7 чёрная пешка · e6 чёрная пешка · b5 чёрный ферзь · d5 чёрная пешка · e5 белая пешка · d4 белая пешка · f4 белая пешка · g4 чёрная пешка · e3 белый слон · f3 белый конь · b2 чёрная ладья · c2 белый ферзь · g1 белая ладья · h1 белый король | e8 чёрная ладья · f8 чёрный слон · g8 чёрный король · a7 чёрная пешка · b7 чёрная пешка · e6 чёрная пешка · b5 чёрный ферзь · d5 чёрная пешка · e5 белая пешка · d4 белая пешка · f4 белая пешка · g4 чёрная пешка · e3 белый слон · f3 белый конь · b2 чёрная ладья · c2 белый ферзь · g1 белая ладья · h1 белый король | e8 чёрная ладья · f8 чёрный слон · g8 чёрный король · a7 чёрная пешка · b7 чёрная пешка · e6 чёрная пешка · b5 чёрный ферзь · d5 чёрная пешка · e5 белая пешка · d4 белая пешка · f4 белая пешка · g4 чёрная пешка · e3 белый слон · f3 белый конь · b2 чёрная ладья · c2 белый ферзь · g1 белая ладья · h1 белый король | e8 чёрная ладья · f8 чёрный слон · g8 чёрный король · a7 чёрная пешка · b7 чёрная пешка · e6 чёрная пешка · b5 чёрный ферзь · d5 чёрная пешка · e5 белая пешка · d4 белая пешка · f4 белая пешка · g4 чёрная пешка · e3 белый слон · f3 белый конь · b2 чёрная ладья · c2 белый ферзь · g1 белая ладья · h1 белый король | e8 чёрная ладья · f8 чёрный слон · g8 чёрный король · a7 чёрная пешка · b7 чёрная пешка · e6 чёрная пешка · b5 чёрный ферзь · d5 чёрная пешка · e5 белая пешка · d4 белая пешка · f4 белая пешка · g4 чёрная пешка · e3 белый слон · f3 белый конь · b2 чёрная ладья · c2 белый ферзь · g1 белая ладья · h1 белый король | e8 чёрная ладья · f8 чёрный слон · g8 чёрный король · a7 чёрная пешка · b7 чёрная пешка · e6 чёрная пешка · b5 чёрный ферзь · d5 чёрная пешка · e5 белая пешка · d4 белая пешка · f4 белая пешка · g4 чёрная пешка · e3 белый слон · f3 белый конь · b2 чёрная ладья · c2 белый ферзь · g1 белая ладья · h1 белый король | 3 |
| 2 | e8 чёрная ладья · f8 чёрный слон · g8 чёрный король · a7 чёрная пешка · b7 чёрная пешка · e6 чёрная пешка · b5 чёрный ферзь · d5 чёрная пешка · e5 белая пешка · d4 белая пешка · f4 белая пешка · g4 чёрная пешка · e3 белый слон · f3 белый конь · b2 чёрная ладья · c2 белый ферзь · g1 белая ладья · h1 белый король | e8 чёрная ладья · f8 чёрный слон · g8 чёрный король · a7 чёрная пешка · b7 чёрная пешка · e6 чёрная пешка · b5 чёрный ферзь · d5 чёрная пешка · e5 белая пешка · d4 белая пешка · f4 белая пешка · g4 чёрная пешка · e3 белый слон · f3 белый конь · b2 чёрная ладья · c2 белый ферзь · g1 белая ладья · h1 белый король | e8 чёрная ладья · f8 чёрный слон · g8 чёрный король · a7 чёрная пешка · b7 чёрная пешка · e6 чёрная пешка · b5 чёрный ферзь · d5 чёрная пешка · e5 белая пешка · d4 белая пешка · f4 белая пешка · g4 чёрная пешка · e3 белый слон · f3 белый конь · b2 чёрная ладья · c2 белый ферзь · g1 белая ладья · h1 белый король | e8 чёрная ладья · f8 чёрный слон · g8 чёрный король · a7 чёрная пешка · b7 чёрная пешка · e6 чёрная пешка · b5 чёрный ферзь · d5 чёрная пешка · e5 белая пешка · d4 белая пешка · f4 белая пешка · g4 чёрная пешка · e3 белый слон · f3 белый конь · b2 чёрная ладья · c2 белый ферзь · g1 белая ладья · h1 белый король | e8 чёрная ладья · f8 чёрный слон · g8 чёрный король · a7 чёрная пешка · b7 чёрная пешка · e6 чёрная пешка · b5 чёрный ферзь · d5 чёрная пешка · e5 белая пешка · d4 белая пешка · f4 белая пешка · g4 чёрная пешка · e3 белый слон · f3 белый конь · b2 чёрная ладья · c2 белый ферзь · g1 белая ладья · h1 белый король | e8 чёрная ладья · f8 чёрный слон · g8 чёрный король · a7 чёрная пешка · b7 чёрная пешка · e6 чёрная пешка · b5 чёрный ферзь · d5 чёрная пешка · e5 белая пешка · d4 белая пешка · f4 белая пешка · g4 чёрная пешка · e3 белый слон · f3 белый конь · b2 чёрная ладья · c2 белый ферзь · g1 белая ладья · h1 белый король | e8 чёрная ладья · f8 чёрный слон · g8 чёрный король · a7 чёрная пешка · b7 чёрная пешка · e6 чёрная пешка · b5 чёрный ферзь · d5 чёрная пешка · e5 белая пешка · d4 белая пешка · f4 белая пешка · g4 чёрная пешка · e3 белый слон · f3 белый конь · b2 чёрная ладья · c2 белый ферзь · g1 белая ладья · h1 белый король | e8 чёрная ладья · f8 чёрный слон · g8 чёрный король · a7 чёрная пешка · b7 чёрная пешка · e6 чёрная пешка · b5 чёрный ферзь · d5 чёрная пешка · e5 белая пешка · d4 белая пешка · f4 белая пешка · g4 чёрная пешка · e3 белый слон · f3 белый конь · b2 чёрная ладья · c2 белый ферзь · g1 белая ладья · h1 белый король | 2 |
| 1 | e8 чёрная ладья · f8 чёрный слон · g8 чёрный король · a7 чёрная пешка · b7 чёрная пешка · e6 чёрная пешка · b5 чёрный ферзь · d5 чёрная пешка · e5 белая пешка · d4 белая пешка · f4 белая пешка · g4 чёрная пешка · e3 белый слон · f3 белый конь · b2 чёрная ладья · c2 белый ферзь · g1 белая ладья · h1 белый король | e8 чёрная ладья · f8 чёрный слон · g8 чёрный король · a7 чёрная пешка · b7 чёрная пешка · e6 чёрная пешка · b5 чёрный ферзь · d5 чёрная пешка · e5 белая пешка · d4 белая пешка · f4 белая пешка · g4 чёрная пешка · e3 белый слон · f3 белый конь · b2 чёрная ладья · c2 белый ферзь · g1 белая ладья · h1 белый король | e8 чёрная ладья · f8 чёрный слон · g8 чёрный король · a7 чёрная пешка · b7 чёрная пешка · e6 чёрная пешка · b5 чёрный ферзь · d5 чёрная пешка · e5 белая пешка · d4 белая пешка · f4 белая пешка · g4 чёрная пешка · e3 белый слон · f3 белый конь · b2 чёрная ладья · c2 белый ферзь · g1 белая ладья · h1 белый король | e8 чёрная ладья · f8 чёрный слон · g8 чёрный король · a7 чёрная пешка · b7 чёрная пешка · e6 чёрная пешка · b5 чёрный ферзь · d5 чёрная пешка · e5 белая пешка · d4 белая пешка · f4 белая пешка · g4 чёрная пешка · e3 белый слон · f3 белый конь · b2 чёрная ладья · c2 белый ферзь · g1 белая ладья · h1 белый король | e8 чёрная ладья · f8 чёрный слон · g8 чёрный король · a7 чёрная пешка · b7 чёрная пешка · e6 чёрная пешка · b5 чёрный ферзь · d5 чёрная пешка · e5 белая пешка · d4 белая пешка · f4 белая пешка · g4 чёрная пешка · e3 белый слон · f3 белый конь · b2 чёрная ладья · c2 белый ферзь · g1 белая ладья · h1 белый король | e8 чёрная ладья · f8 чёрный слон · g8 чёрный король · a7 чёрная пешка · b7 чёрная пешка · e6 чёрная пешка · b5 чёрный ферзь · d5 чёрная пешка · e5 белая пешка · d4 белая пешка · f4 белая пешка · g4 чёрная пешка · e3 белый слон · f3 белый конь · b2 чёрная ладья · c2 белый ферзь · g1 белая ладья · h1 белый король | e8 чёрная ладья · f8 чёрный слон · g8 чёрный король · a7 чёрная пешка · b7 чёрная пешка · e6 чёрная пешка · b5 чёрный ферзь · d5 чёрная пешка · e5 белая пешка · d4 белая пешка · f4 белая пешка · g4 чёрная пешка · e3 белый слон · f3 белый конь · b2 чёрная ладья · c2 белый ферзь · g1 белая ладья · h1 белый король | e8 чёрная ладья · f8 чёрный слон · g8 чёрный король · a7 чёрная пешка · b7 чёрная пешка · e6 чёрная пешка · b5 чёрный ферзь · d5 чёрная пешка · e5 белая пешка · d4 белая пешка · f4 белая пешка · g4 чёрная пешка · e3 белый слон · f3 белый конь · b2 чёрная ладья · c2 белый ферзь · g1 белая ладья · h1 белый король | 1 |
|   | a | b | c | d | e | f | g | h |   |

1. d4 d5 2. c4 c6 3. Кc3 Кf6 4. Кf3 dc 5. a4 Сf5 6. e3 e6 7. С:c4 Сb4 8. O-O Кbd7 9. Фe2 Сg6 10. e4 O-O 11. Сd3 Сh5 12. e5 Кd5 13. К:d5 cd 14. Фe3 Сg6 15. Кg5 Лe8 16. f4 С:d3 17. Ф:d3 f5 18. Сe3 Кf8 19. Крh1 Лc8 20. g4 Фd7 21. Лg1 Сe7 22. Кf3 Лc4 23. Лg2 fg 24. Л:g4 Л:a4 25. Лag1 g6 26. h4 Лb4 27. h5 Фb5 28. Фc2 Л:b2 29. hg h5 30. g7 hg 31. gfФ+ С:f8 (см. диаграмму)
32. Фg6+? (выигрывало 32. Л:g4+ Сg7 33. Фс7) Сg7 33. f5 Лe7 34. f6 Фe2 35. Ф:g4 Лf7 36. Лc1 Лc2 37. Л:c2 Фd1+ 38. Крg2 Ф:c2+ 39. Крg3 Фe4 40. Сf4 Фf5 41. Ф:f5 ef 42. Сg5 a5 43. Крf4 a4 44. Кр: f5 a3 45. Сc1 Сf8 46. e6 Лc7 47. С:a3 С:a3 48. Крe5 Лc1 49. Кg5 Лf1 50. e7 Лe1+ 51. Кр: d5 С:e7 52. fe Л:e7 53. Крd6 Лe1 54. d5 Крf8 55. Кe6+ Крe8 56. Кc7+ Крd8 57. Кe6+ Крc8 58. Крe7 Лh1 59. Кg5 b5 60. d6 Лd1 61. Кe6 b4 62. Кc5 Лe1+ 63. Крf6 Лe3, 0 : 1

## Интересные факты
- Перед началом матча Топалов имел рейтинг Эло 2813, а Крамник — 2743.
- Среди секундантов Топалова был бывший чемпион мира по версии ФИДЕ Руслан Пономарёв.